# Gelbe Schlupfwespe

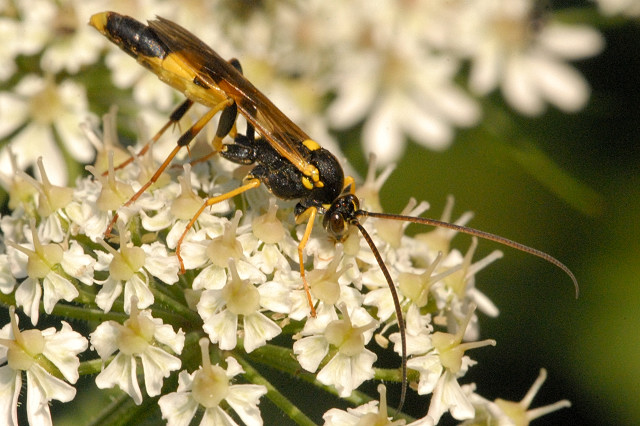
Männchen

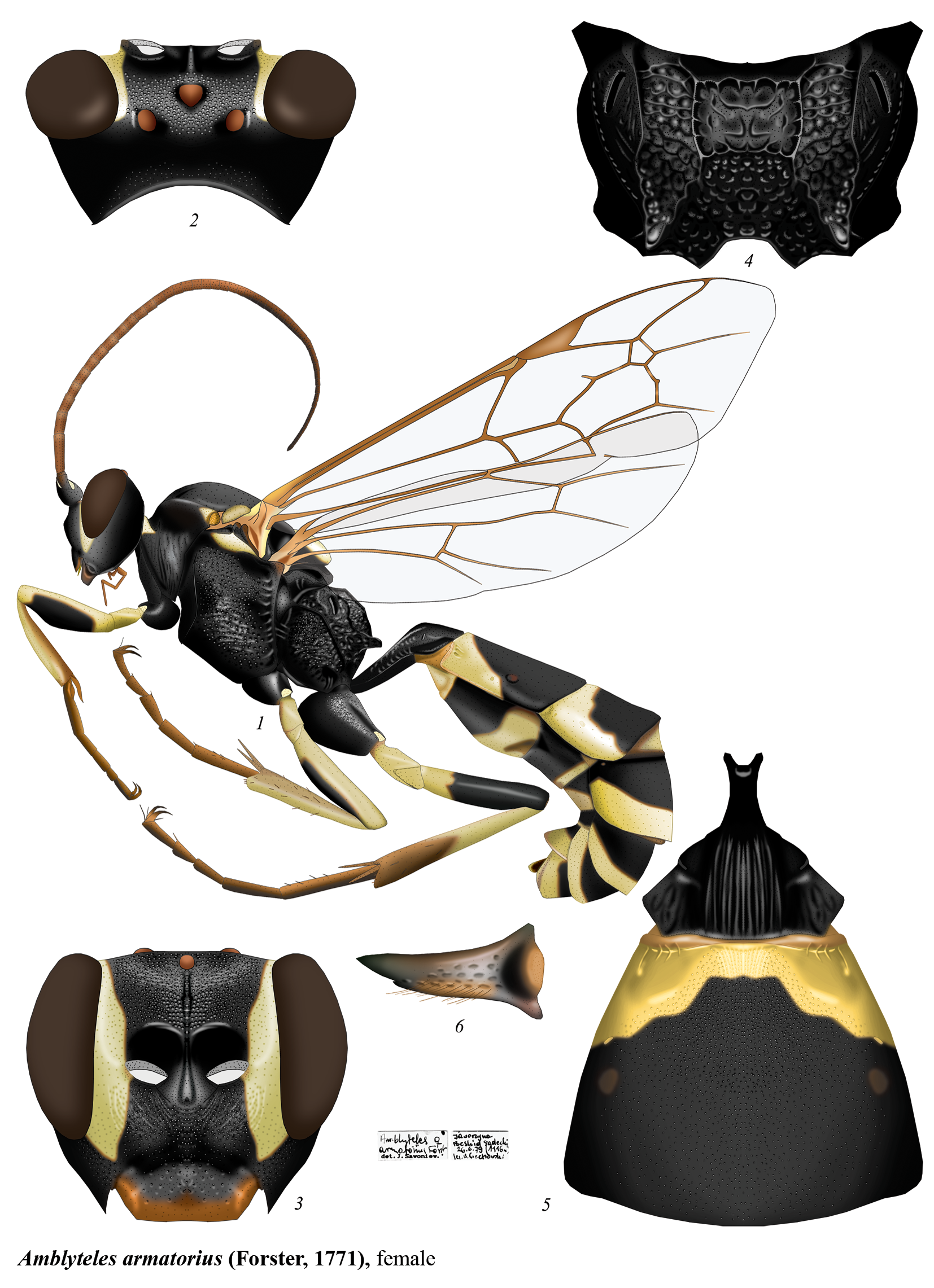
Skizze der Merkmale

Die Gelbe Schlupfwespe (Amblyteles armatorius) ist eine Schlupfwespe aus der Unterfamilie der Ichneumoninae, Tribus Ichneumonini.

## Merkmale
Die schwarz-gelb gebänderten schlanken Schlupfwespen erreichen eine Körperlänge von 12–16 mm. Die Fühler sind 9 mm lang. Bei den Weibchen sind die basalen Fühlerglieder rötlich. Ansonsten sind die Fühler schwarz. Der schwarze Kopf besitzt am inneren Rand der Facettenaugen eine gelbe Zeichnung. Der Halsschild ist schwarz, das Schildchen (Scutellum) gelb. Der Hinterleib weist eine gelb-schwarze Bänderung auf, wobei bei den Weibchen die gelben Bänder schmäler ausfallen. Die Femora (Schenkel) der beiden vorderen Beinpaare besitzen einen schwarzen Fleck. Die Femora des hintersten Beinpaares sind mit Ausnahme des basalen Endes schwarz gefärbt. Das apikale Ende der Tibia (Schienen) der hinteren Beine ist ebenfalls schwarz. Die Weibchen verfügen über keinen langen Legestachel. Die Färbung der Schlupfwespenart dient der Mimikry von Stechimmen zum Schutz vor möglichen Fressfeinden.

## Vorkommen und Lebensraum
Die Gelbe Schlupfwespe ist in der westlichen Paläarktis (weite Teile Europas, Nordafrika) und in der Orientalis (Naher Osten) verbreitet. Die Insekten findet man häufig an Waldrändern, Lichtungen und Hecken. Man findet die Schlupfwespen im Sommer an den Blüten von Doldenblütlern (Apiaceae) (insbesondere Bärenklau (Heracleum) und Engelwurzen (Angelica)) sowie an Disteln und an Brombeersträuchern, wo sie Pflanzennektar aufnehmen.

## Lebensweise
Als Wirt der Gelben Schlupfwespe dienen Raupen der Hausmutter (Noctua pronuba, ein Eulenfalter).
Die Kopulation findet vermutlich gleich nach dem Schlüpfen im Frühsommer statt. Die Amblyteles-Schlupfwespen werden sowohl im Mai bis Juli als auch Spätsommer und Herbst beobachtet. Es handelt sich aber nicht um zwei Generationen. Sondern in der Zeit dazwischen „übersommern“ die weiblichen Wespen. Man kann die Weibchen insbesondere in Gebäuden auf Bergkuppen finden. Zum Beispiel sind sie regelmäßig in der Wallfahrtskirche am Hohen Peißenberg in Oberbayern, auf der Schneekoppe im Riesengebirge und auf der Schmücke in Thüringen während der Sommermonate in kühlen Räumen zu finden. Auch in Höhlen können sie während des Sommers gefunden werden. Die Sommerruhe benötigen die Weibchen vermutlich zur Reifung der Eier. Nach der Sommerpause suchen die Schlupfwespen die Raupen der Hausmutter und legen ihre Eier in diese. Bemerkenswerterweise haben auch die Wirte eine Sommerpause (allerdings beide Geschlechter). Im nächsten Jahr, im Frühsommer schlüpfen dann die Imagines der Schlupfwespen.